# Велика синагога (Чернівці)
Велика синагога («Ґроссшил») — юдейська синагога в Чернівцях. 

## Історія
Велика синагога («Ґроссшил») багато років була найпомітнішою спорудою в єврейській частині міста. Вона зведена 1853 року коштом членів чернівецької єврейської громади й на пожертви, надіслані євреями з інших міст. Будівля в еклектичному стилі, що являв собою суміш бароко з класицизмом, вирізняється монументальністю на тлі скромної дерев'яної забудови вулиці Синаґогенґассе (нинішня вул. Синагоги). І лише вона єдина вціліла у вогні страшної пожежі 1863 року, що знищила усі навколишні будинки. Після будівництва в центрі міста реформістської синагоги «Темпль» «Ґроссшил» перестала бути найбільшою. Її стали називати «Алтершил» — Стара синагога, але вона, як і раніше, залишалася духовним центром для ортодоксального єврейського населення. З приходом радянської влади Велику синагогу закрили, а приміщення передали «для потреб міста». Будівля колишньої Великої синагоги на вулиці Синагоги нині є приватною власністю, й давно вже не використовується як культова споруда.